# درگه‌ارسخان
درگه‌ارسخان، روستایی از توابع بخش محمدیار شهرستان نقده در استان آذربایجان غربی ایران است.

## جمعیت
این روستا در دهستان المهدی (نقده) قرار دارد و براساس سرشماری مرکز آمار ایران در سال ۱۳۸۵، جمعیت آن ۳۱۹ نفر (۸۳ خانوار) بوده‌است.

## زبان و مذهب
مردم این روستا تماماً ترک‌زبان آذربایجانی هستند و مذهب آنها شیعه دوازده امامی می‌باشد. 